# Mobilitazione Nazionale
Il Mobilitazione Nazionale (Mobilização Nacional, MOBILIZA) è un partito politico del Brasile.
Il PMN è stato fondato nel 1984, alla fine del regime militare. Tra gli obiettivi del neonato partito c'era la moratoria del pagamento del debito, la riforma agraria, la rottura col FMI e un'unione commerciale delle nazioni del Sudamerica.
Nel corso degli anni il PMN ha assunto posizioni più moderate, dopo aver appoggiato nel 2002 Luiz Inácio Lula da Silva nel 2010 è entrata a far parte della coalizione Brasile può fare di più. Anche se la coalizione è risultata sconfitta alle Elezioni generali in Brasile del 2010 il PMN ha conquistato 4 seggi alla camera, il primo seggio della sua storia al senato e il governatorato di Amazonas.